# Johannides
Johannides ist ein ungarisches Adelsgeschlecht, das aus dem Komitat Komoron stammt.

## Geschichte
Andreas Johannides wurde durch Kaiser Leopold I. am 10. Mai 1659 in den Adelsstand erhoben. In der Zeit von 1720 bis 1730 bestätigte das Komitat Komoron die Zugehörigkeit zum Adel. Das Geschlecht siedelte sich auch in benachbarten Komitaten wie Hont und Neograd an.
Einer der bekanntesten Vertreter dieses Geschlechtes war Georgius Johannides, der ein Studium der Theologie in Pressburg auf dem erzbischöflichen Seminar nach vier Semestern  im Jahr 1795 abgeschlossen hat. Danach arbeitete er als Kaplan in Šahy. Vom 23. August 1796 bis zum 11. April 1800 war er zunächst Kaplan und dann Pfarrer in Dolné Semerovce. Ab dem 11. April 1800 war er Pfarrer in Demandice. Dort starb er im Alter von 61 Jahren am 21. April 1831. Er wurde in der Familiengruft der Kirche vom Heiligen Erzengel Michael in Demandice bestattet.
Georgius war ein Anhänger von Anton Bernolák. Er war auch Beisitzer des Gerichts im Komitat Hont.
Die Johannides sind verwandt mit anderen ungarischen Adelsfamilien wie den Raksanyi, Pomothy, Pöstényi, Koncsek, Tarnoczy und Deaky.

## Bekannte Mitglieder
- Joannes Johannides (1740–1805)
- Martinus Johannides (1680–1760)
- Georgius Johannides (1771–1831), Pfarrer in Dolné Semerovce und Demandice, Beisitzer und Anhänger von Anton Bernolák

## Genealogie
- Johannes Johannides (1740–1805), ⚭ I. Clara Tarnoczy, II. Susanna Pöstényi (1742–1820)[1]
  - Anna Maria (* 1775), von der ersten Ehefrau
  - Georgius Johannides (1771–1831)
  - Johannes (* 1782), von der zweiten Ehefrau
  - Johanna (* 1786)
  - Josephus (* 1791)
  - Maria Anna (* 1794)
  - Maria (* 1799)
  - Susanna (1802–1863), ⚭ I. Andreas Poniczky, II. Johannes Pomothy de Horhi et Unatényi (1796–1855)